# Río Momón
El río Momón es un río de aguas oscuras y tranquilas de la cuenca del río Amazonas de Perú, un afluente del río Nanay localizado al noreste de la ciudad de Iquitos. En sus riberas se han asentado legendarias comunidades indígenas como boras, yaguas, jíbaros y uitotos, así como diversas comunidades campesinas, con las que se puede compartir cultura y tradición y disfrutar un paisaje de gran belleza y variada flora y fauna.
Es posible pernoctar en algunos de los albergues privados de la zona y pasar la noche arrullados por los misteriosos sonidos de la selva.
La desembocadura del Momón en el Nanay se encuentra a 2,4 km desde el embarcadero Bellavista-Nanay (en bote; no más de 10 minutos, se tiene que pasar por el SIMA Iquitos).